# J'ai épousé une extra-terrestre
Pour plus de détails, voir Fiche technique et Distribution.
J'ai épousé une extra-terrestre (My Stepmother Is an Alien) est un film américain réalisé par Richard Benjamin, sorti en 1988.

## Synopsis
Steven Mills est un brillant radioastronome qui réussit à envoyer une onde radio dans la plus proche galaxie lors d'un fort orage. Les secousses violentes occasionnées cette fois provoquent son renvoi de l'établissement scientifique. Très vite, il fait la rencontre de Celeste, une jeune femme qui montre un fort intérêt pour cette expérience incroyable.

## Fiche technique
- Titre : J'ai épousé une extra-terrestre
- Titre original : My Stepmother Is an Alien (litt. : Ma belle-mère est une extra-terrestre)
- Réalisation : Richard Benjamin
- Scénario : Jerico Stone (nl), Herschel Weingrod, Timothy Harris et Jonathan Reynolds
- Production : Franklin R. Levy et Ronald Parker (en)
- Sociétés de production : Catalina Productions et Weintraub Entertainment Group (en)
- Budget : 16 millions de dollars
- Musique : Alan Silvestri
- Photographie : Richard H. Kline
- Montage : Jacqueline Cambas
- Décors : Charles Rosen
- Costumes : Aggie Guerard Rodgers
- Pays d'origine :  États-Unis
- Format : Couleurs - 1,85:1 - Dolby - 35 mm
- Genre : Comédie, science-fiction
- Durée : 105 minutes
- Date de sortie :
  - États-Unis : 9 décembre 1988
  - France : 26 avril 1989[1]

## Distribution
- Dan Aykroyd (VF : Richard Darbois) : Steven Mills
- Kim Basinger (VF : Anne Canovas) : Celeste Martin
- Jon Lovitz (VF : Philippe Peythieu) : Ron Mills
- Alyson Hannigan (VF : Julie Turin) : Jessie Mills
- Joseph Maher (VF : Claude d'Yd) : Lucas Budlong
- Seth Green : Fred Glass
- Ann Prentiss (VF : Michel modo) : Voix du sac
- Wesley Mann : Grady
- Tony Jay (VF : Jean-Pierre Delage) : Le chef du conseil
- Peter Bromilow (en) (VF : Jean-Claude Sachot) : Le second
- Harry Shearer : Voix de Carl Sagan
- Adrian Sparks : Dr Morosini
- Juliette Lewis : Lexie, l'amie de Jessie
- Tanya Fenmore : Ellen, l'amie de Jessie

## Production
Originellement écrit par Jerico, le scénario subit de nombreuses révisions par Frank Galati, Richard Benner (en), Susan Rice, Herschel Weingrod, Timothy Harris, Paul Rudnick, Debra Frank, Carl Sautter (en) et Jonathan Reynolds. Seulement quatre d'entre eux seront finalement crédités.

### Choix des interprètes
L'actrice Shelley Long avait également été approchée par les producteurs pour interpréter le rôle de Celeste.

### Tournage
Le tournage s'est déroulé en Californie du 29 février jusqu'au mois de mai 1988. Les extérieurs du bâtiment SETI furent tournés à Thousand Oaks.

## Bande originale
- Kiss, interprété par The Art of Noise et Tom Jones
- Room To Move, interprété par Animotion
- I Like The World, interprété par Cameo
- One Good Lover, interprété par Siren
- Pump Up The Volume, interprété par MARRS
- Did You Ever Have The Feeling, interprété par Jimmy Durante
- Be The One, interprété par Jackie Jackson
- Whole Night, interprété par The Mighty Sparrow (en)
- Hot Wives, interprété par Dan Aykroyd et Kim Basinger
- Not Just Another Girl, interprété par Ivan Neville (en)
- Thème de The Monkees, composé par Bobby Hart et Tommy Boyce
- I'm Popeye The Sailor Man, composé par Samuel Lerner
- I'm Looking Over My Dead Dog Rover, composé par Dave Whited et Hank Landsberg

## Distinctions

### Nominations
- Nomination au prix du meilleur film fantastique et meilleure jeune actrice pour Alyson Hannigan, lors des Young Artist Awards 1989.
- Nomination au prix du meilleur film de science-fiction et meilleure actrice pour Kim Basinger, par l'Académie des films de science-fiction, fantastique et horreur en 1990.

## Autour du film
- J'ai épousé une extra-terrestre marque les débuts au cinéma de l'actrice Juliette Lewis.
- Alyson Hannigan et Seth Green ont par la suite tous deux joué dans Buffy contre les vampires (1997-2003), respectivement dans les rôles de Willow Rosenberg et Daniel « Oz » Osbourne.

### Titres internationaux
- My Stepmother Is an Alien (États-Unis) (titre original)
- Mi novia es una extraterrestre (Argentine / Espagne)
- Äitipuoli avaruudesta (Finlande)
- A Minha Madrasta É Um Extraterrestre (Portugal)
- Ho sposato un'aliena (Italie)
- J'ai épousé une extra-terrestre (France)
- La meva noia és una extraterrestre (Espagne) (titre catalan)
- Ma belle-mère est une extraterrestre (Canada) (titre français)
- Marslakó a mostohám (Hongrie)
- Meine Stiefmutter ist ein Alien (République fédérale d'Allemagne)
- Min fru är en utomjording (Suède)
- Min pige vil i nærkontakt (Danemark)
- Minha Noiva É uma Extraterrestre (Brésil)
- Moja maceha je z drugega planeta (Slovénie) (titre affiché sur IMDb)
- Moja macocha jest kosmitka (Pologne)